# Tampereen Kauppahalli

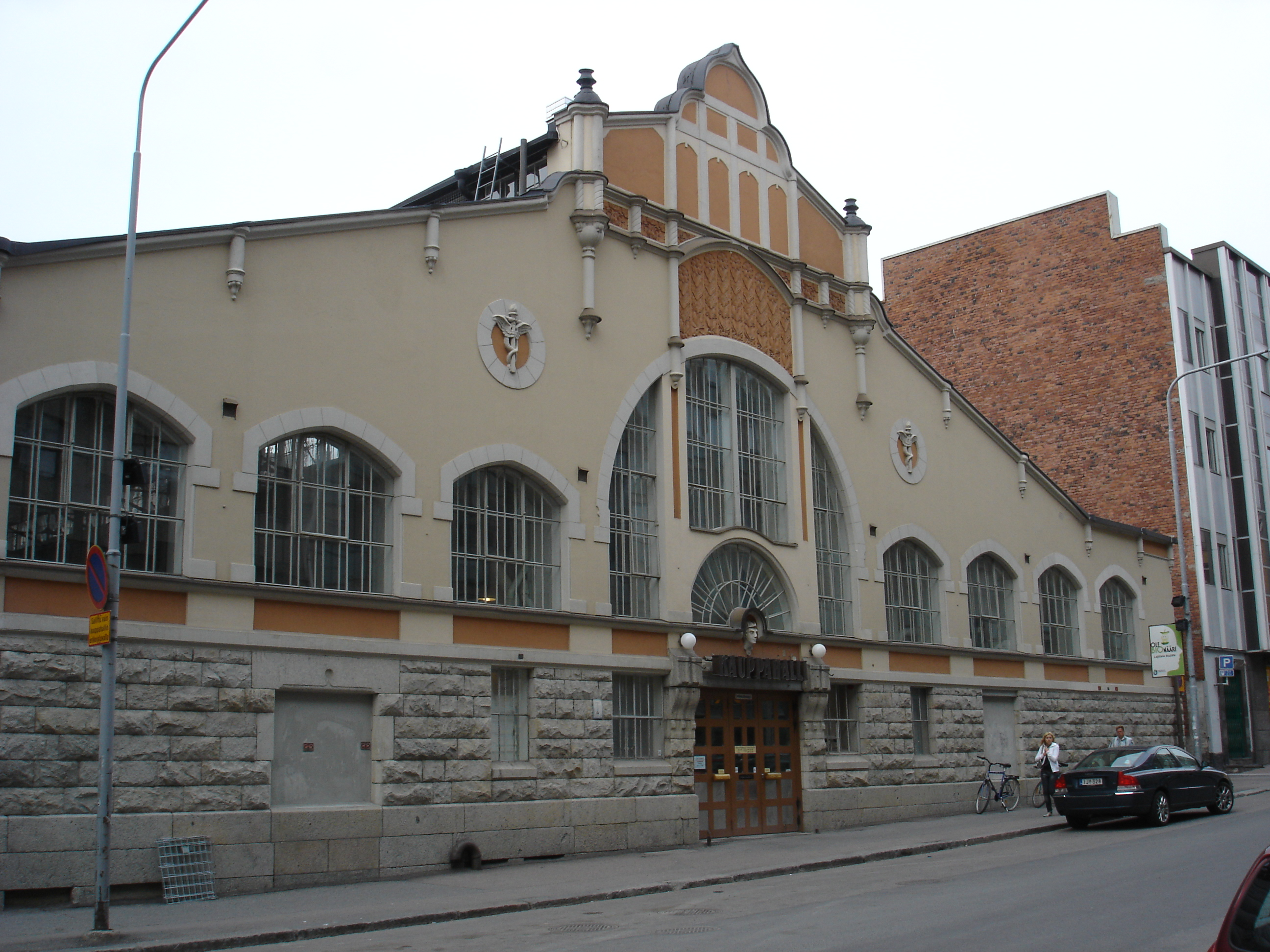
Tampereen Kauppahalli

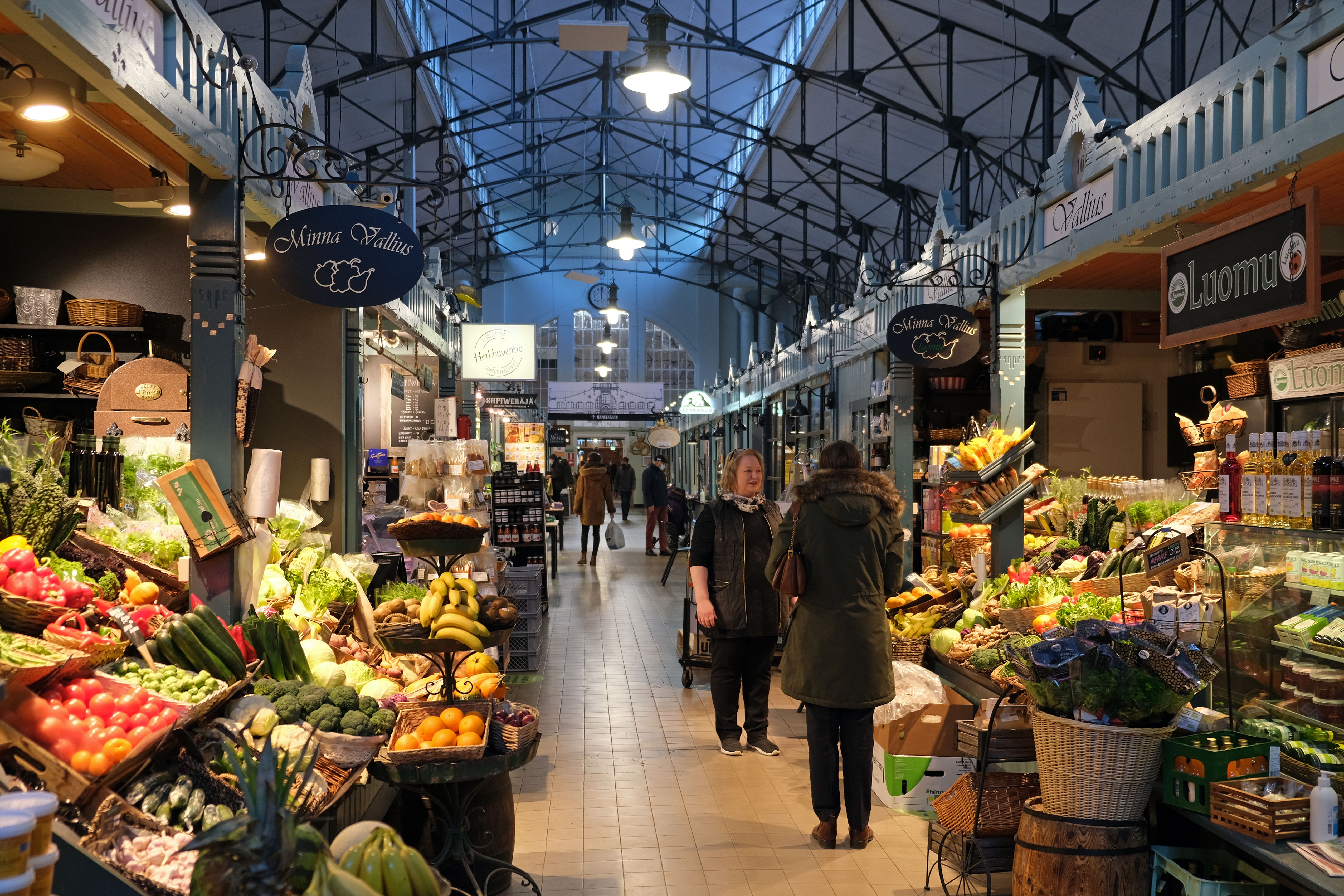
Innenansicht

Die Tampereen Kauppahalli ist die größte und älteste Markthalle in der Großstadt Tampere im südwestlichen Finnland.

## Geschichte
Die eingeschossige Halle in einer Stahlkonstruktion mit zentraler Bogenhalle wurde vom Architekten Hjalmar Åbergin erbaut und 1901 eröffnet. Sie verfügt über 110 Einzelhandelsplätze mit rund 2.100 m² Fläche. Das Kühlhaus- und Lagervolumen beträgt rund 18.500 m³.  Die Händler dürfen gemäß der Satzung Fleisch- und Fischprodukte, Eier, Butter, Käse und Gemüse anbieten.
Die  Markthalle wird von 38 Unternehmen betrieben, die sich in den späten 1960er und frühen 1970er Jahren zusammenschlossen als die Markthalle Kunden an Supermärkte verlor. Die Einzelhändler bündelten ihre Kräfte, organisierten eine verbrauchfreundliche Struktur und strafften ihr täglich frisches Warenangebot, das zum Erhalt des über hundert Jahre alten Marktbetriebes führte. 1971 wurde eine Cafeteria eröffnet. Das älteste Unternehmen ist die Fleischerei Lihakauppa Yrjö Wigren Oy, die von 1917 bis heute in der Markthalle vertreten ist.
Die an der Hämeenkatu 13 gelegene Markthalle steht unter Denkmalschutz.